# Pseudolabrus fuentesi
Pseudolabrus fuentesi là một loài cá biển thuộc chi Pseudolabrus trong họ Cá bàng chài. Loài này được mô tả lần đầu tiên vào năm 1913.

## Từ nguyên
Từ định danh của loài được đặt theo tên của Giáo sư Francisco Fuentes, người đầu tiên thu thập mẫu vật của loài này tại đảo Phục Sinh.

## Phạm vi phân bố và môi trường sống
P. fuentesi có phạm vi phân bố ở Nam Thái Bình Dương. Loài này được ghi nhận tại đảo Phục Sinh (thuộc Chile), quần đảo Pitcairn, đảo Rapa Iti và quần đảo Austral (thuộc Polynesia thuộc Pháp). P. fuentesi sống gần các rạn đá ngầm ở độ sâu đến 15 m.

## Mô tả
P. fuentesi có chiều dài cơ thể tối đa được ghi nhận là 16,5 cm. Cá cái chuyển đổi giới tính thành cá đực khi đạt chiều dài khoảng 10 cm.
Kiểu màu của cá cái khi còn sống không được biết đến. Cá đực có màu đỏ nâu hoặc xanh lục sẫm; lưng sẫm màu hơn. Đầu, vùng họng, má và mang có nhiều vệt đốm trắng; đầu có thêm các dải sọc màu xám. Mõm xám. Các vây tiệp màu với thân. Rìa sau của vây đuôi ở vài cá thể có màu xanh lục với viền đỏ. Vây lưng, hậu môn và vây đuôi có nhiều chấm trắng li ti; vây lưng và vây hậu môn có rìa xanh óng.

## Hành vi và tập tính
Thức ăn của P. eoethinus chủ yếu là các loài thủy sinh không xương sống nhưng cũng bao gồm cá nhỏ.

### Trích dẫn
- B. C. Russell (1988). "Revision of the labrid fish genus Pseudolabrus and allied genera" (PDF). Records of the Australian Museum. Quyển 9. tr. 1–72.